# 기타테시마촌
기타테시마촌(일본어: 北豊島村)은 일본 오사카부 데시마군·도요노군에 설치되었던 촌이다. 현재의 이케다시 남부에 해당한다.